# Gynoxys colanensis
Gynoxys colanensis là một loài thực vật có hoa thuộc họ Asteraceae.
Loài này chỉ có ở Peru.